# 堀川悟郎
堀川 悟郎（ほりかわ ごろう、1968年7月 - ）は、日本の漫画家。男性。
同人サークル「サークル太平天国」などで主に成人向け同人作品を発表するほか、商業誌でも執筆する。
堀川吾郎名義の作品もある。

## 概要
主に「サークル太平天国」の同人誌で作品を発表しており、商業誌にも時々作品を連載する(商業誌デビュー作は「紀子の手紙」)。「サークル太平天国」以外にも「ルナ・インダストリア」、「秘密結社M」といった同人サークルで作品を発表しており、他のサークルにゲスト参加することがある。また、アンソロジーに書き下ろしが掲載されることもある。商業誌の掲載作や同人誌の作品を集めた単行本も出版されている。
同人誌の作品は、大別して「ズタボロシリーズ」と「アニパロシリーズ」に分けられる。「ズタボロシリーズ」は、主人公の女性が様々な不幸な目に遭い、不細工かつ下種な男たちから凌辱を受ける作品で、独特の作風と共に反響を呼んでいる。「アニパロシリーズ」は、アニメや特撮のパロディ作品であるが、主人公の女性が凌辱を受けることは、「ズタボロシリーズ」と変わりはない。「ズタボロシリーズ」は表紙や裏表紙の背景が黒なのに対し、「アニパロシリーズ」は白の背景となっている。
goo で2007年最も検索された日本の漫画家名ランキングの33位になっている。

## 作品リスト

### 同人誌
（ゲスト執筆も含む）
- 六師外道 1987年10月 （最初の同人作品）
- 犯姦輪 1988年10月 （婦警本）
- 淫辱隷 1989年3月 （婦警本）
- 迦遊羅 1989年4月 （鎧伝サムライトルーパー本）
- 犯姦輪 II 1989年8月 （婦警本）
- ネクラノミコン 3 1989年8月 （オリジナル）
- ネクラノミコン 4 1989年12月 （スーパーマリオワールド）
- 淫乱魔可不思議事件簿 1990年1月 （発刊日不明）
- 犯姦輪改 1990年4月 （スポーツ少女本）
- SUPER えれくとろん 1990年8月 （非18禁 特撮作品）
- 犯姦輪 3 1990年8月 （婦警本 イラスト）
- ネクラノミコン 5　1990年8月 （ジャングル黒べえ）
- Pretty Look! 15 1990年8月 （イラスト）
- 犯姦輪尼 1990年12月 （シスター本）
- 性闘士星子 準備号 VOL.0 1990年12月 （聖闘士星矢）
- 性闘士 Saint 星子 十二子宮伝説の巻 VOL.1 1990年12月 （聖闘士星矢）
- ZONE 2 1990年12月 （イラスト）
- MIDNIGHT-ANGEL'S 2 1990年12月 （ランジェリー本 イラスト）
- PRINCESS PRINCESS 1991年8月 （お姫様本）
- BUNNY&BUNNIES 3 1991年8月 （バニーガール本）
- ネクラノミコン 6 1991年12月 （それいけ!アンパンマン）
- ZONE 3 1991年12月 （イラスト）
- Is's not hard 1991年12月 （小説誌 挿絵）
- ILLUSION 2 花鳥風月 1991年12月 （イラスト）
- おしおきだもの 1992年5月 （セーラームーン本）
- 月光輝譚 -白炎の章- 1992年8月 （ナース本）
- 夜のおかず 1992年8月
- ネクラノミコン 7 1992年8月（スーパーマリオワールド）
- 超音先生 1992年8月（超音戦士ボーグマン アニス・ファーム本）
- 地球の危機 1992年8月 （セーラームーン本）
- おしおきごっついだもの 1992年8月 （セーラームーン本）
- 天にまします 我らが乳よ 2 RHF-VOL.17 1992年8月 （イラスト）
- ILLUSION 3 花鳥風月 2 1992年8月 （イラスト）
- 裏プリンセス プリンセス 1992年12月 （お姫様本）
- くるくる女の大回転 1992年12月 （ストリートファイター 春麗本）
- 12月の織姫 1992年12月 （セーラームーン本）
- 迫虐の街角 1992年12月 （小説誌 挿絵）
- Pretty Look! 15 改 1992年12月 （イラスト）
- ILLUSION 4 1992年12月（イラスト）
- 純潔 1993年4月 （アニパロシリーズ ルパン三世 カリオストロの城）
- 月光輝箪 1993年8月 -若草の章- （セーラー服本）
- ネクラノミコン 8 1993年8月 （人妻本）
- 25時のクレセント 1993年8月 （セーラームーン本）
- おしおきぶっこいだもの 1993年8月 （セーラームーン本）
- Lady's Luna 1993年8月 （レディースコミック）
- GEE PARO BOOK 4 STREET FIGHTER II' TURBO 1993年8月 （ゲーム本）
- お気楽大作戦 1993年8月 （GS美神本）
- 天にまします 我らが乳よ 3 RHF VOL.20 1993年8月 （イラスト）
- voice 1993年12月 （ドラゴンクエスト ダイの大冒険本）
- 冬子 1993年12月 （ズタボロシリーズ 1）
- SAILOR WAR 1993年12月 （セーラームーン本）
- Illusion 7 1993年12月 （イラスト）
- ARCHITECTURE 2000 1993年12月 (発行 第一システム部)
- スーパーマリオコレクション 1994年4月 （スーパーマリオブラザーズ本）
- おしおきずっこいだもの 1994年4月 （セーラームーン本）
- 隷嬢日記 1994年8月 （ズタボロシリーズ 2）
- ネクラノミコン 9 1994年8月 （スーパーメトロイド）
- ポチっとな 1994年8月 （タツノコプロ本）
- 姉弟哀 1994年12月 （ズタボロシリーズ 3）
- レインにメロメロ 1994年12月 （機動武闘伝Gガンダム レイン本）
- 秘縛館 1995年4月 （イラスト集）
- おさな妻 1995年8月 （ズタボロシリーズ 4）
- 太平記 2 1995年8月 （あとがきマンガ）
- 楓の剣 1995年12月 （ズタボロシリーズ 5）
- 003 1996年4月 （アニパロシリーズ サイボーグ009）
- 女・教師 1996年8月 （ズタボロシリーズ 6）
- トスリダメ菌のムハ! 1996年8月 （スーパーマリオワールド）
- 格闘娘 女神っくす 2 1996年12月
- 母娘坂 上巻 1996年12月 （ズタボロシリーズ 7）
- 母娘坂 下巻 1997年8月 （ズタボロシリーズ 8）
- ROSE 1997年4月 （アニパロシリーズ 六神合体ゴッドマーズ）
- 花忍武芸帳 1997年8月 （特撮 忍者キャプター）
- ズタボロのまとめ 1997年1月
- スター 1997年12月 （ズタボロシリーズ 9）
- ROBIN 1998年5月 （特撮 がんばれ!!ロボコン）
- ベル 1998年8月 （ズタボロシリーズ 10）
- 鬼頭村 1998年12月 （ズタボロシリーズ 11）
- WHITE DIAMOND 1998年12月 （イラスト）
- ERIKA 1999年5月 （アニパロシリーズ 闘将ダイモス）
- 二十四の瞳 上巻 1999年8月 （ズタボロシリーズ 12）
- 二十四の瞳 下巻 1999年12月 （ズタボロシリーズ 13）
- 第一姦 2000年5月 （ズタボロシリーズ 14）
- 第二姦 2000年8月 （ズタボロシリーズ 15）
- 第三姦 2000年12月 （ズタボロシリーズ 16）
- 最終姦 2001年5月 （ズタボロシリーズ 17）
- V 2001年8月 （アニパロシリーズ スーパーロボット）
- VV 2001年12月 （アニパロシリーズ スーパーロボット）
- 貞淑の仮面 2002年8月 （ズタボロシリーズ 18）
- さらば銀鈴本 2002年8月 （ジャイアントロボ THE ANIMATION -地球が静止する日 銀鈴 イラスト）
- G 2002年12月 （アニパロシリーズ 機動戦士ガンダム）
- 紅忍法帖 天ノ巻 2003年4月 （ズタボロシリーズ 19）
- 紅忍法帖 地ノ巻 2003年8月 （ズタボロシリーズ 20）
- 黒人病棟 2003年12月 （ズタボロシリーズ 21）
- なんと けっこう 2003年12月 （けっこう仮面本）
- カリオストロの少女 2004年4月 （アニパロシリーズ ルパン三世 カリオストロの城）
- 08 2004年4月 （機動戦士ガンダム 第08MS小隊）
- 正義の味方 2004年8月 （ズタボロシリーズ 22）
- 花売荘 2004年12月 （ズタボロシリーズ 23 めぞん一刻の音無響子がモチーフ）
- アフロディア二等兵 2005年4月 （アニパロシリーズ 宇宙戦士バルディオス）
- おちぶれ 2005年8月 （ズタボロシリーズ 24）
- せんせい 2005年12月 （ズタボロシリーズ 25）
- 三者面談 上巻  2006年8月 （ズタボロシリーズ 26）
- 女神の穴 （アニパロシリーズ ああっ女神さまっ）  2006年8月
- 三者面談 下巻 2006年12月 （ズタボロシリーズ 27）
- バイストン・ウェルの姫君（アニパロシリーズ 聖戦士ダンバイン） 2007年4月
- 特命捜査官 2007年8月 （ズタボロシリーズ 28）
- 優駿 2007年12月 （ズタボロシリーズ 29）
- 愛は流れる （アニパロシリーズ 超時空要塞マクロス） 2008年4月
- 肉の烙印 上巻 （ズタボロシリーズ 30）2008年8月
- 赤い嵐の女王 (ゲスト、発行 ポロポーズの花言葉) 2008年8月
- リストランテ田丸 (ゲスト、発行 甲冑娘) 2008年8月
- 肉の烙印 中巻 （ズタボロシリーズ 31) 2008年12月
- 赤い嵐の女王 Final (ゲスト、発行 ポロポーズの花言葉) 2008年12月
- アニーにおまかせ (アニパロシリーズ 宇宙刑事シャイダー) 2009年4月
- 肉の烙印 下巻 （ズタボロシリーズ 32) 2009年8月
- 隷獄生徒会 壱 （ズタボロシリーズ 33) 2009年12月
- 隷獄生徒会 弐 （ズタボロシリーズ 34) 2010年4月
- 隷獄生徒会 参 （ズタボロシリーズ 35) 2010年8月
- 隷獄生徒会 終 （ズタボロシリーズ 36) 2010年12月
- 一刻館管理日誌 (アニパロシリーズ めぞん一刻) 2011年5月
- 背徳の教壇 （ズタボロシリーズ 37) 2011年8月
- 肉獄 （ズタボロシリーズ 38) 2011年12月
- アテナの肉壺 (アニパロシリーズ 聖闘士星矢) 2012年4月
- 母娘倶楽部 上巻 （ズタボロシリーズ 39) 2012年8月
- 性闘士 Saint 星子 完全版 (アニパロシリーズ 聖闘士星矢) 2012年8月
- 母娘倶楽部 下巻 (ズタボロシリーズ 40) 2012年12月
- 超音速の虜囚 (アニパロシリーズ 超音戦士ボーグマン) 2013年4月
- 放課後肉便器 （ズタボロシリーズ 41) 2013年8月
- 犯され姫 一章 (ズタボロシリーズ 42) 2013年12月

#### ズタボロシリーズ
（個人誌、黒本 - 上記同人誌リストからの抜粋）
1. 冬子
2. 隷嬢日記
3. 姉弟哀
4. おさな妻
5. 楓の剣
6. 女・教師
7. 母娘坂 上
8. 母娘坂 下
9. スター
10. ベル
11. 鬼頭村
12. 二十四の瞳 上
13. 二十四の瞳 下
14. 第一姦
15. 第二姦
16. 第三姦
17. 最終姦
18. 貞淑の仮面
19. 紅忍法帖 天ノ巻
20. 紅忍法帖 地ノ巻
21. 黒人病棟
22. 正義の味方
23. 花売荘
24. おちぶれ
25. せんせい
26. 三者面談 上巻
27. 三者面談 下巻
28. 特命捜査官
29. 優駿
30. 肉の烙印 上巻
31. 肉の烙印 中巻
32. 肉の烙印 下巻
33. 隷獄生徒会 壱
34. 隷獄生徒会 弐
35. 隷獄生徒会 参
36. 隷獄生徒会 終
37. 背徳の教壇
38. 肉獄
39. 母娘倶楽部 上巻
40. 母娘倶楽部 下巻
41. 放課後肉便器
42. 犯され姫 一章

#### アニパロシリーズ
（個人誌、特撮のパロディも含む - 上記同人誌リストからの抜粋） 
1. 性闘士星子 準備号 VOL.0 （聖闘士星矢）
2. 性闘士 Saint 星子 十二子宮伝説の巻 VOL.1 （聖闘士星矢）
3. 純潔 （ルパン三世 カリオストロの城 クラリス・ド・カリオストロ、表紙は白ではない）
4. 003 （サイボーグ009 フランソワーズ・アルヌール）
5. ROSE （六神合体ゴッドマーズ ロゼ）
6. 花忍武芸帳 （忍者キャプター 天堂美樹、特撮）
7. ROBIN （がんばれロボコン ロビン、特撮）
8. ERIKA （闘将ダイモス エリカ）
9. V （コンバトラーV 南原ちづる、ボルテスV 岡めぐみ）
10. VV （ロボットアニメ多数）
11. G （ファーストガンダム セイラ・マス）
12. カリオストロの少女 （ルパン三世  カリオストロの城 クラリス・ド・カリオストロ、表紙は白ではない）
13. アフロディア二等兵（宇宙戦士バルディオス ローザ・アフロディア）
14. 女神の穴（ああっ女神さまっ ベルダンディー）
15. バイストン・ウェルの姫君 （聖戦士ダンバイン シーラ・ラパーナ）
16. 愛は流れる （超時空要塞マクロス リン・ミンメイ、早瀬未沙）
17. アニーにおまかせ (宇宙刑事シャイダー アニー、特撮)
18. 一刻館管理日誌 (めぞん一刻)
19. アテナの肉壺 （聖闘士星矢）
20. 性闘士 Saint 星子 完全版 （聖闘士星矢）
21. 超音速の虜囚 (超音戦士ボーグマン)

### 商業作品
紀子の手紙 夢雅 1998年6月号 商業誌デビュー作 (哀れな少女の話に掲載)

#### 単行本
- 隷属契約書 茜新社 1994年10月
- 愛玩凌辱書 茜新社 1999年2月
- 哀れな少女の話 ティーアイネット 2001年4月
- 私立聖皇曼女学院 ティーアイネット 2003年4月
- かき姦（まわ）される少女 ティーアイネット  2006年11月
- 孕むまで犯してください ティーアイネット  2008年12月
- TOILET GIRL 鬼畜の蠢き ティーアイネット  2010年11月

#### アンソロジー、ゲスト
- TEA・TIME 6 同人誌まんが傑作選 '89 白夜書房 1989年7月 （『監禁』（『犯姦輪』から再録）と書き下ろし イラストエッセイ 1 ページ）
- TEA・TIME 8  同人誌まんが傑作選 '90 PART1 白夜書房 1990年9月（『SUPER MARIO BROS.』（『ネクラノミコン 4』から再録）と書き下ろし イラストエッセイ 1 ページ）
- 美少女同人誌アンソロジー・93年版 上巻 久保書店 1994年8月 （『冬子』（同名の同人誌の再録）と書き下ろし イラストエッセイ 1 ページ）
- 秘密の放課後 久保書店 1995年11月（イラスト 1 ページ）
- 別冊エースファイブコミックス 14106（アイシテル） Vol.10 松文館 1996年4月 （『秘縛館』の着物の少女の話の再録）
- 別冊エースファイブコミックス 14106（アイシテル） Vol.11 松文館 1996年5月 （『秘縛館』の女子高生の話の再録）
- 香艶スケッチ 1 エンジェル出版 1998年10月 （イラスト 1 ページ）
- 近親倶楽部 一水社 2000年6月 近親相姦アンソロジー （『餌食』）
- Fusion! ADULT とらのあななんば店記念フルカラー小冊子 18禁version 2003年10月
- まま姦 3 茜新社 2005年2月 （『昔日』）
- TYRANT TENMA COMICS アンソロジー 茜新社 2005年12月 （『バージンロード』）
- まま姦 4 茜新社 2006年8月 （『隷母の告白』）

### DVD
- 上姦 日本メディアサプライ株式会社 2003年12月
- 下姦 日本メディアサプライ株式会社 2003年12月

### 単行本未掲載（商業雑誌掲載分）
- スポットライト COMIC ZiP 2000年5月号 フランス書院
- 囚われ姫 絶対満足 2001年1月号 笠倉出版（堀川吾郎 名義、フルカラー）
- 細腕繁盛記 COMIC ZiP 2001年8月号 フランス書院
- 書き下しピンナップ COMIC MUJIN 2001年12月号 ティーアイネット
- 天にまします ファンタジーライズ 2002年8月号 ティーアイネット
- 天使のビデオ COMIC POT 2004年8月号 メディアックス

### フィギュア
- ギガコレコラボシリーズ 堀川悟郎デザイン美少女フィギュア
  - メーカー：ギガパルス
  - スケール：1/7
    - vol.1 A type
    - vol.1 B type
    - vol.1 C type
    - vol.1 Clear ver A type
    - vol.1 Clear ver B type
    - vol.1 Clear ver C type
    - vol.2 A type
    - vol.2 B type
    - vol.2 C type
    - vol.2 Clear ver A type
    - vol.2 Clear ver B type
    - vol.2 Clear ver C type
    - vol.3 A type
    - vol.3 B type
    - vol.3 C type
    - vol.3 Clear ver A type
    - vol.3 Clear ver B type
    - vol.3 Clear ver C type